# Sydney Airport Holdings
Sydney Airport Holdings est une entreprise australienne qui fait partie de l'indice S&P/ASX 50.